# Bhairava

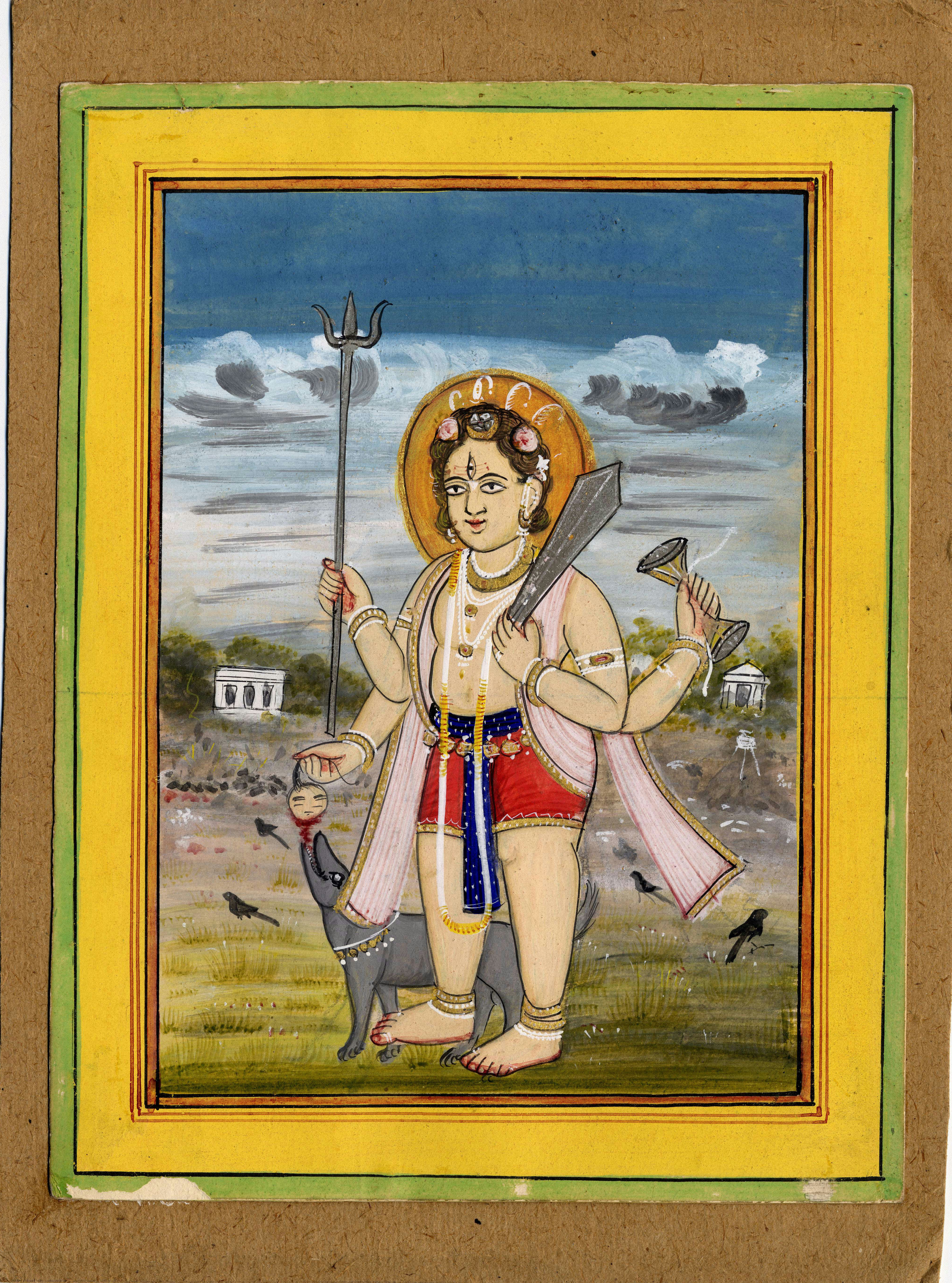
Bhairava

Bhairava (sànscrit: भैरव ("Terrible") és una de les 8 formes de Shiva, de vegades conegut com a Kala Bhairava. És un dels déus de l'hinduisme Està associat amb l'anihilació. També és sagrat en el Budisme i Jainisme. l'adoren al Nepal, Rajasthan, Karnataka, Tamil Nadu i Uttarakhand.

## Imatges de Bhairava

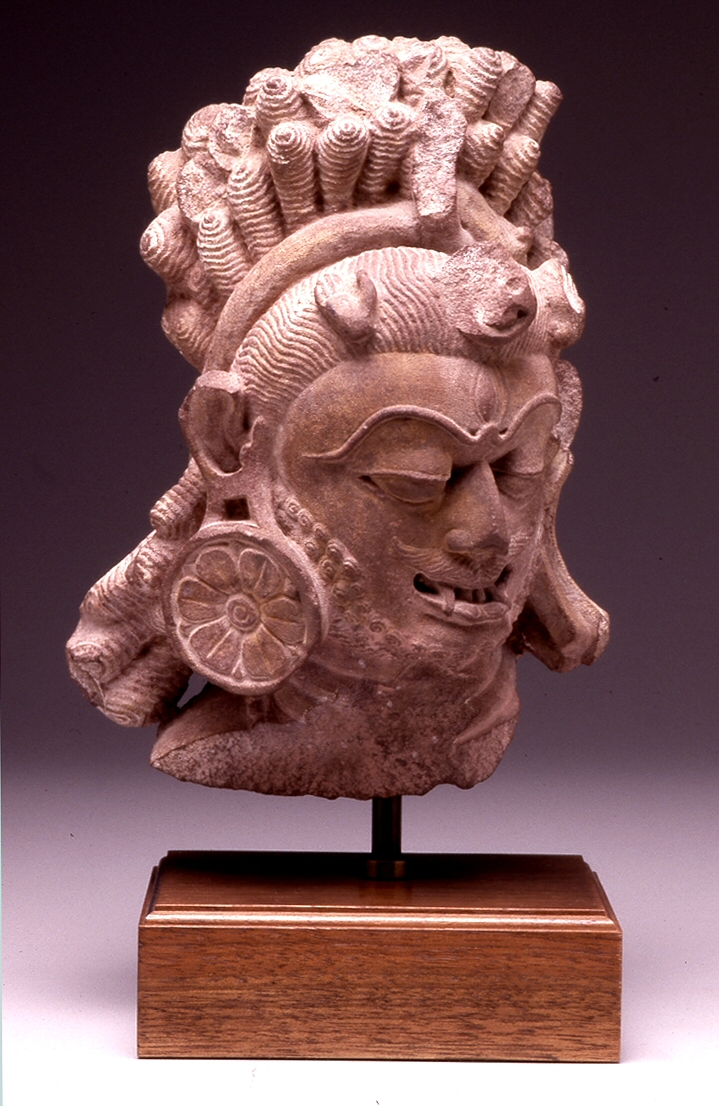
Cap de Bhairava, del segle XI
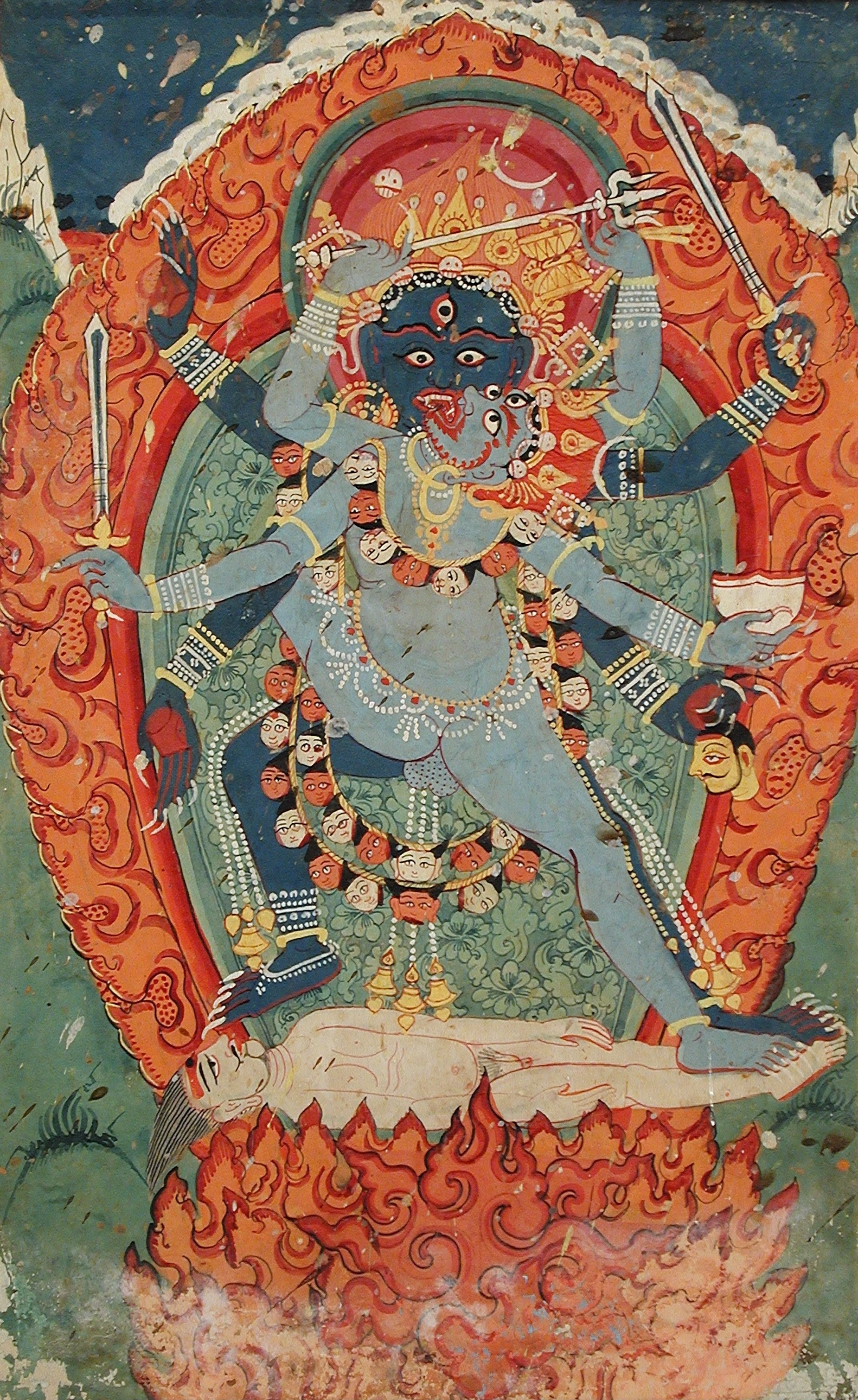
Kali i Bhairava, Nepal
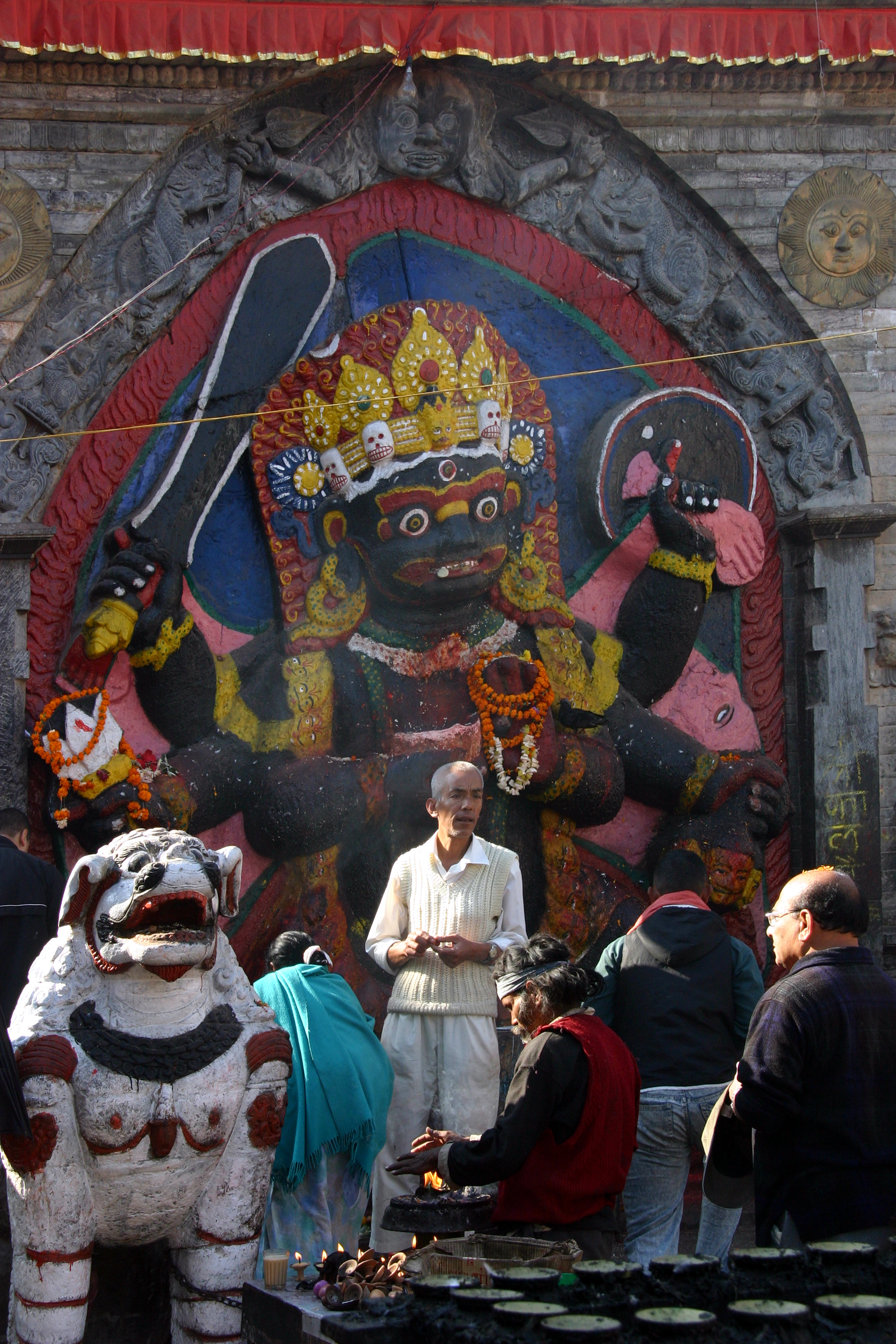
Kal Bhairav, Kathmandu
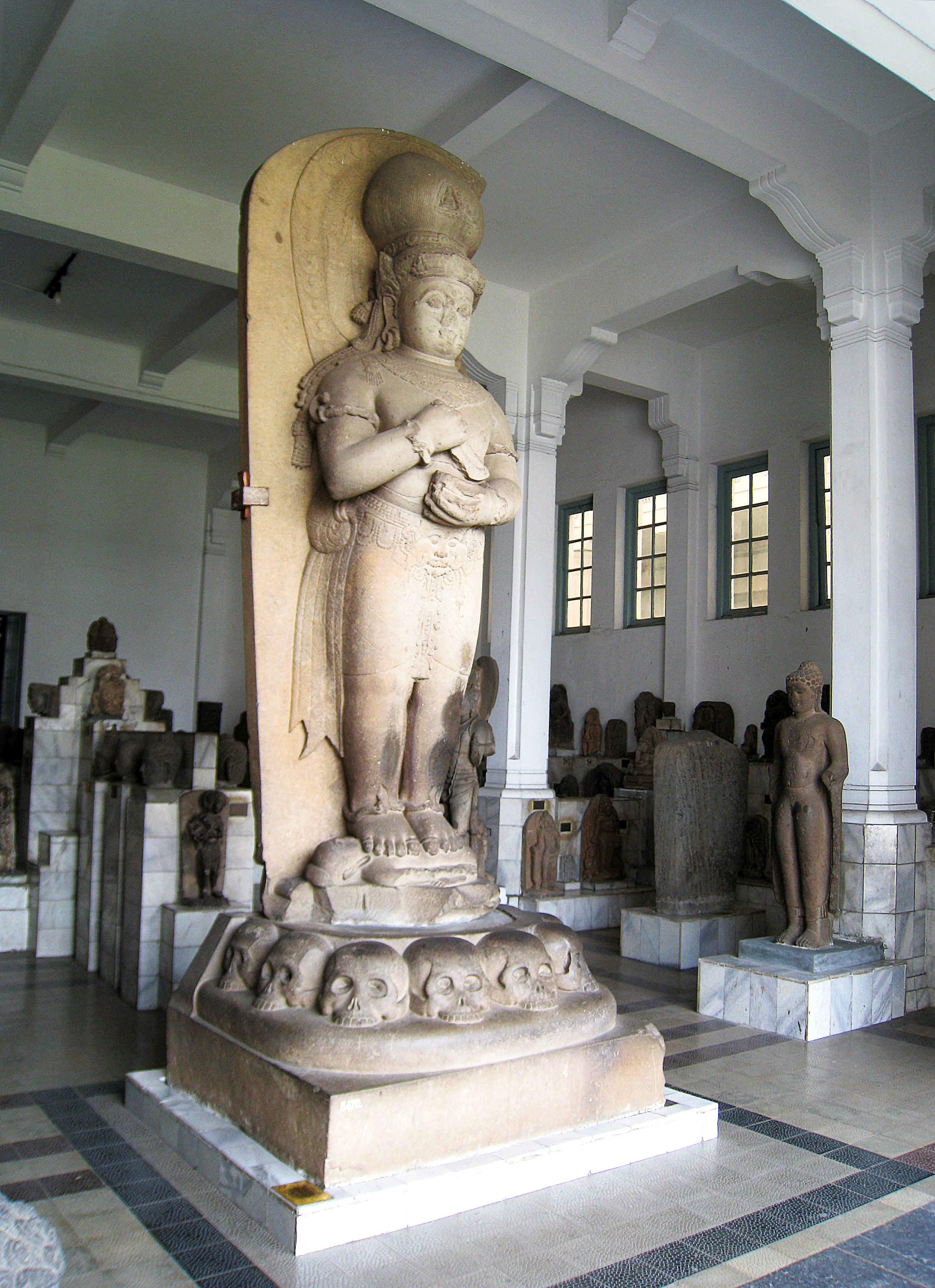
Bhairava, segle xiv, Indonèsia.